# Sobienie-Jeziory
Sobienie-Jeziory è un comune rurale polacco del distretto di Otwock, nel voivodato della Masovia.
Ricopre una superficie di 97,37 km² e nel 2004 contava 6 270 abitanti.

## Località
Il comune è formato dalle seguenti località:
Dziecinów, Gusin, Karczunek, Nowy Zambrzyków, Piwonin, Przydawki, Radwanków Królewski, Radwanków Szlachecki, Sewerynów, Siedzów, Sobienie Biskupie, Sobienie Kiełczewskie Drugie, Sobienie Kiełczewskie Pierwsze, Sobienie Szlacheckie, Sobienie-Jeziors, Stary Zambrzyków, Nowy Zambrzyków, Szymanowice Duże, Szymanowice Małe, Śniadków Dolny, Śniadków Górny, Śniadków Górny A, Warszawice, Warszówka, Wysoczyn, Zuzanów.